# Ringnevel

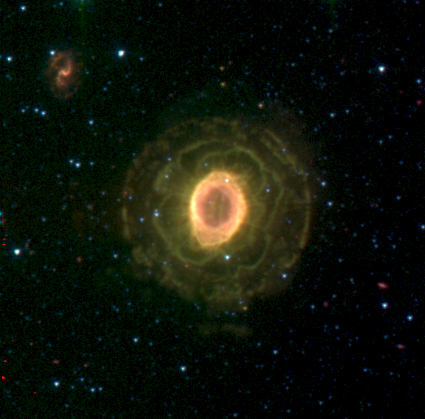
De Ringnevel in infrarood licht:
3.6 (blauw), 5.8 (groen) en 8.0 (rood) µm (Spitzer Space Telescope)

De Ringnevel (M57) is een planetaire nevel in het sterrenbeeld Lier (Lyra). De nevel werd ontdekt op 31 januari 1779 door Charles Messier en twee weken later herontdekt door Antoine Darquier de Pellepoix.
Oorspronkelijk werd gedacht dat de nevel uit een min of meer gelijkmatige bolschil bestaat die door de centrale ster 
(visuele magnitude 15,75) uitgestoten is. Volgens moderne inzichten is de Ringnevel een torus zoals ook bij de Halternevel, de Ringnevel wordt echter recht van boven gezien en de Halternevel van opzij.
Zoals de meeste planetaire nevels zendt de Ringnevel zijn zichtbare licht voornamelijk in een enkele spectraallijn uit, bij 500,7 nm. Gezien de snelheid waarop de Ringnevel zich uitbreidt, moet deze tussen 6000 en 8000 jaar geleden ontstaan zijn. De huidige diameter (uitgaande van een afstand van 2300 lichtjaar) is 0,9 lichtjaar.

## Zichtbaarheid
Als de hemel donker genoeg is, is de Ringnevel met een gewone verrekijker (7×50 of 10x50) of kleine telescoop gemakkelijk te zien te midden van de sterren Sulafat en Sheliak (gamma en beta Lyrae). Hij lijkt door zijn kleine diameter echter veel op een gewone ster. In een telescoop met 100-voudige vergroting wordt de ring zelf duidelijker.

## Externe links

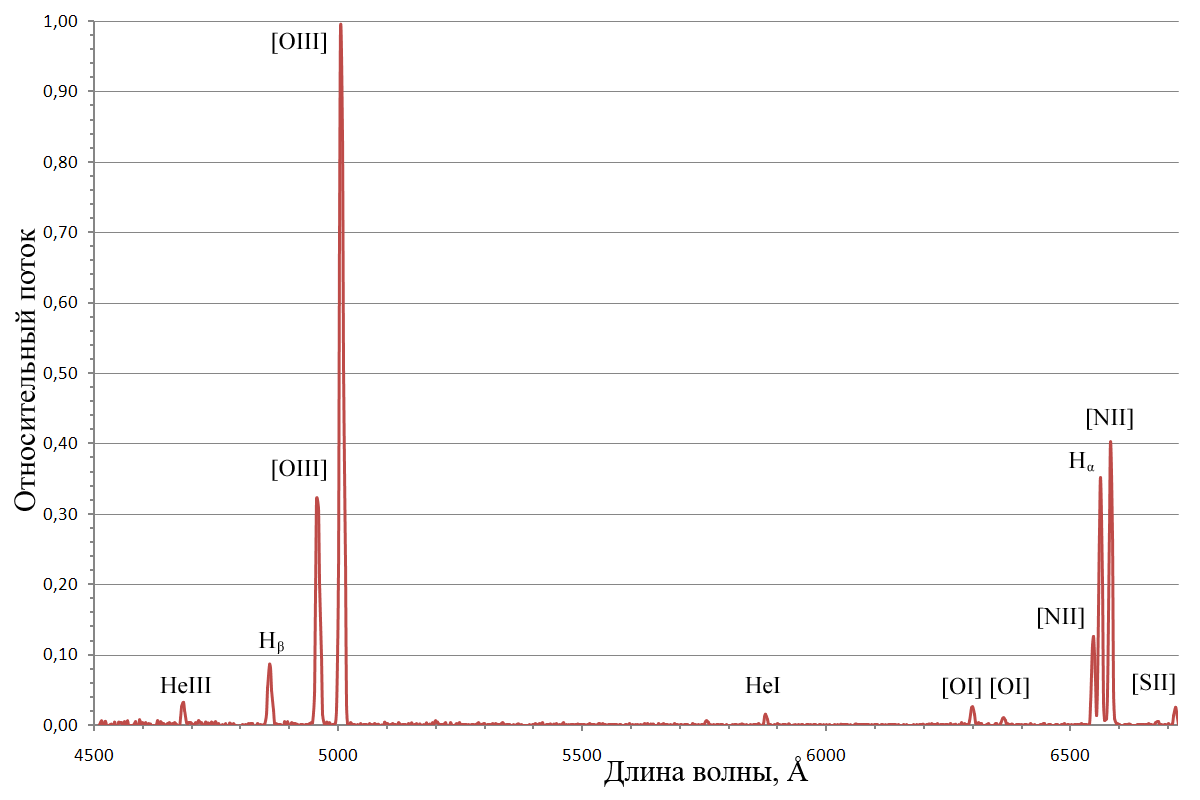
spectrum van de Ringnevel